# 차터하우스 스쿨

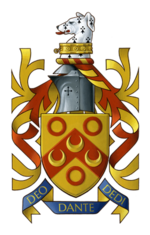

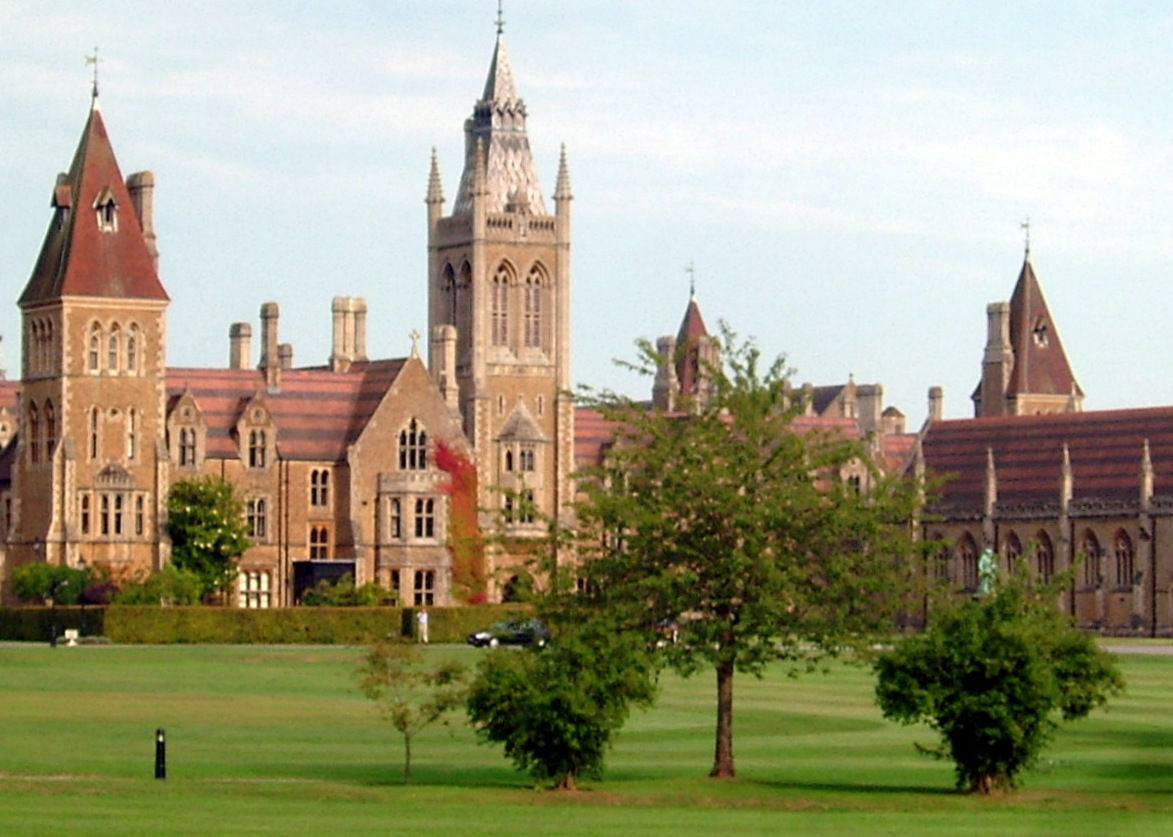
2005년 모습

차터하우스 스쿨(Charterhouse School)은 잉글랜드 서리주 고덜밍에 위치한 13~18세의 학생들을 위한 퍼블릭 스쿨(영국의 독립 기숙학교)이다. 1611년 런던 스미스필드 차터하우스 스퀘어의 옛 카르투시오회 수도원의 토머스 서튼에 의해 설립되었다. 13~18세의 학생들 800명 이상을 교육시킨다. 차터하우스는 잉글랜드의 그레이트 나인 퍼블릭 스쿨드르 중 하나이다.
영국의 총리 제2대 리버풀 백작 로버트 젱킨슨을 교육시킨 바 있다.